# John F. R. Kerr
John Foxton Ross Kerr (* 24. Januar 1934 in Sydney; † 4. Juni 2024) war ein australischer Pathologe.
Kerr beschrieb erstmals die ultrastrukturellen Veränderungen bei der Apoptose – einer Form des programmierten Zelltods – und zeigte, dass sie sich erheblich von den Veränderungen bei einer Nekrose unterscheiden. Damit rückten erstmals die Prozesse des „normalen“ Zelltods und seiner zur Mitose komplementären Rolle in den wissenschaftlichen Fokus.

## Leben
Kerr erwarb 1955 einen Bachelor of Science (BSc) und 1957 einen Bachelor of Medicine, Bachelor of Surgery (MBBS) an der University of Queensland in Brisbane, Australien. Als Assistenzarzt arbeitete er zunächst am Royal Brisbane Hospital. 1964 erwarb er einen PhD an der University of London. Erste Lehraufgaben für Pathologie übernahm er ab 1965 an der University of Queensland, 1974 erhielt er dort eine Professur. 1995 wurde er emeritiert.

## Auszeichnungen (Auswahl)
- 1974 und 1992 Fellow des Royal College of Physicians (FRCP)
- 1993 Bancroft Medal der Australian Medical Association
- 1995 Fred W. Stewart Award
- 1996 Officer des Order of Australia (AO)[2]
- 1998 Mitgliedschaft in der Australian Academy of Science[3]
- 2000 Paul-Ehrlich-und-Ludwig-Darmstaedter-Preis[4]
- 2002 Karl-IV-Preis der Karls-Universität Prag und der Stadt Prag[5]